# Chevagny-les-Chevrières
Chevagny-les-Chevrières é uma comuna francesa na região administrativa de Borgonha-Franco-Condado, no departamento Saône-et-Loire. Estende-se por uma área de 3,8 km². Em 2010 a comuna tinha 612 habitantes (densidade: 161,1 hab./km²).